# Алвин и веверице
Алвин и веверице (енгл. Alvin and the Chipmunks) америчка је анимирана музичка група коју је створио Рос Багдасаријан, старији за нову песму из 1958. Група се састоји од три антропоморфиране веверице: Ал, склон невољама, који је постао звезда; Симон, високи интелектуалац са наочарама и Теодор, дебељко. Трио је водио њихов људски поочим и менаџер Алвин Севил. У стварности је „Алвина Севиља” било Багдасаријаново уметничко име, а веверице су имена добиле по директорима оригиналне дискографске куће. Ликови су представљали велики успех, те су веверице добиле нови живот у облику анимираних филмова.
Све гласове је давао Багдасаријан, користећи репродукцију како би манипулисао звуком. Ту је технику усавршио за претходне песме као што су „Witch Doctor”, а у случају веверица је постигао такав успех, да је награђен с два Гремија за техничку достигнућа. Багдасаријан, је накнадно издао низ албума и синглова, при чему је „The Chipmunk Song” постао један од најпродаванијих анимираних синглова у САД. Након Багдасаријанове смрти 1972. године, гласове ликова су преузели његов син Рос Багдасаријан, млађи и његова супруга Џенис Карман током 1980-их и 1990-их.
Године 2007. снимљен је играно-анимирани филм Алвин и веверице, а 2009. наставак Алвин и веверице 2, у коме су гласове у дијалозима имали Џастин Лонг, Метју Греј Гублер и Џеси Макартни, док су Багдасаријан старији и Карман наставили да певају. Године 2011. је у биоскопе дошао и трећи филм Алвин и веверице 3: Урнебесни бродолом. Године 2015. је у биоскопе дошао и четврти филм Алвин и веверице: Велика авантура.
Багдасаријан продакшонс је 2. новембра 2021. објавила да намерава да прода имовину за 300 милиона долара. За Парамоунт Глобал је извештено да је један од заинтересованих купаца.

## Филмографија

### Телевизијске серије
- Алвин шоу (1961–1962)
- Алвин и веверице (1983–1990)
- Алвин и веверице (2015–данас)